# Rolling Stones Records
Rolling Stones Records er et pladeselskab grundlagt af Mick Jagger, Keith Richards, Charlie Watts, Mick Taylor, og Bill Wyman i 1970, efter deres kontrakt med Decca Records udløb. 
I modsætning til Swan Song Records og Apple Records, henholdsvis Led Zeppelin og The Beatles pladeselskaber, gjorde Rolling Stones Records ikke det store i at skrive kontrakter med andre artister udefra.
Sanger og sangskriver Keith Richards indspillede dog med Gram Persons i 1970erne, og efterfølgende tog Parsons med bandet på deres engelske tour i 1971, og flyttede til sidst ind hos Richards på Nellcôte i Villefranche-sur-Mer under indspilningerne til Exile On Main St.. Parsons psykiske helbred forværrede sig under disse indspilninger, og han blev til sidst bedt om at rejse af Anita Pallenberg. Parsons skrev senere kontrakt med Warner Brothers.
Kracker, et cubansk rock band produceret af Rolling Stones manager Jimmy Miller, var de første til skrive kontrakt med Rolling Stones Records i 1973. Kracker, sammen med Billy Preston, åbnede shows for The Rolling Stones under deres europæiske tour i 1973.
Udover dette i 1973 mødtes Mick Jagger og John Phillips, tidligere fra The Mamas & the Papas, ved en Kricketkamp under en ferie, og Mick lyttede til nogle sange som Phillips havde skrevet. Den aften skrev han kontrakt med Phillips på Rolling Stones Records, og bookede tid til indspilninger i Londons Olympic Sound. Jagger og Richards var producere på dette skæbnesvangre album ved navn Pay Pack & Follow. Det fejlede både musikalsk, finansielt og personligt for Phillips og Rolling Stones Records. I sidste ende blev albummet lagt på hylden, efter at pengene til albummet stoppede i 1973. Specielt Ahmet Ertegün, direktør dengang på Atlantic Records, følte ikke at den var salgbar, og han havde ingen første single at udgive. Som fortalt i Phillips biografi, Papa John, blev der brugt hundrede tusinde dollars på at optage både i London og New York. Albummet udkom dog i 2001. 
I 1978 skrev Rolling Stones Records kontrakt med Peter Tosh, tidligere af Bob Marleys band The Wailers. Hans første album, Bush Doctor, var en moderate succes, mest på grund af at Mick Jagger og Keith Richards optrådte på singlen, "Don't Look Back". Til trods for succesen stoppede Tosh i 1981 sammenarbejdet med Rolling Stones Records, og gav manglende promotion og personlige uoverensstemmelser med The Stones skylden. 
Rolling Stones Records originale koncept var, at den skulle udgive soloalbum fra bandets medlemmer. Det første album der blev udgivet var Brian Jones Presents The Pipes of Pan at Jajouka i 1971. Bill Wyman tog også denne mulighed ved at udgive Monkey Grip i 1974, og Stone Alone i 1976. Wyman følte dog ikke at de fik nok opmærksomhed, da The Stones havde udgivet albums kort efter, og pladeselskabet koncentrerede sig mere om bandets albums. Wyman endte med at skrive kontrakt med A&M Records, til andre soloprojekter. Dette pladeselskab udgav også en single fra Keith Richards i december 1978. Det var et covernummer af Chuck Berrys "Run, Rudolph, Run".
I henholdsvis 1985 og 1987 udgav Jagger sine første soloalbums, She's the Boss og Primitive Cool igennem et nyligt oprettet partnerskab mellem Rolling Stones Records og CBS Records (nu Sony Music). The Stones logo blev printet på alle plader, og Rolling Stones Records blev sat på enhver udgivelse, hvilket gjorde Keith Richards rasende. Faktisk forsatte Rolling Stones Records med at blive sat på alle plader i 1980erne og tidlige 1990er. I dag er det dog blev ændret til Virgin/EMI.